# Draugûl
Draugûl (Schwarze Sprache für den „Fluch des Wolfes“) war ein Viking-Metal-Projekt des 2014 nach Skellefteå in Västerbotten (Schweden) migrierten Maltesers Mark Azzopardi.

## Diskografie
- 2013: The Voyager (Album, CD, Pesttanz Klangschmiede)
- 2014: Tales of Loot and Plunder (Album, CD, Pesttanz Klangschmiede)
- 2015: Chronicles Untold (Album, CD/12”-Vinyl, Pesttanz Klangschmiede)
- 2017: Winterspell (Album, CD, Vegvisir Distribution)
- 2017: Den nordiske sjel lever i meg (A Tribute to the Gods) mit Antiquus Scriptum (Split-Tributealbum, CD, Wolfmond Production; MC, Depressive Illusions Records)
- 2019: Plagueweaver (EP, CD, Wolfmond Production)

Beiträge auf Kompilationen (Auswahl)
- 2017: Jesus Død auf MondscheinMassaker Volume 3 (CD, Wolfmond Production)